# 羅平 (裘甫)
羅平（860年二月—六月）是唐朝浙東起義首領裘甫的年號，共計5個月。

## 改元
- 大中十四年——二月，裘甫在浙東自稱天下都知兵馬使，建元羅平元年。六月二十一日深夜，裘甫等人向浙東觀察使王式投降。[3][4][5]

## 紀年對照表
| 羅平 | 元年  |
| ---- | ----- |
| 公元 | 860年 |
| 干支 | 庚辰  |

## 同期存在的其他政權年號
- 中國
  - 大中（847年－860年）：唐朝—唐宣宗李忱之年號
  - 建極（860年－877年）：南詔—世隆之年號
- 日本
  - 貞觀（859年－877年）：平安時代—清和天皇、陽成天皇之年號

## 參看
- 中国年号列表#唐朝
- 其他時期使用的羅平年號

## 深入閱讀
- 李崇智. . 北京: 中華書局. 2004年12月. ISBN 7101025129.